# Yaginumaella senchalensis
Yaginumaella senchalensis är en spindelart som beskrevs av Prószynski 1992. Yaginumaella senchalensis ingår i släktet Yaginumaella och familjen hoppspindlar. Inga underarter finns listade i Catalogue of Life.